# Kevin Phillips (homme politique)
Pour les articles homonymes, voir Kevin Phillips et Phillips.
Kevin Keith Phillips (29 mai 1954-13 novembre 2017) est un homme politique provincial canadien de la Saskatchewan. Il représente la circonscription de Melfort à titre de député du Parti saskatchewanais de 2011 à 2018.
Encore en fonction, il meurt subitement en novembre 2017 à l'âge de 63 ans,.

## Biographie
Né à Kinistino en Saskatchewan et avant de siégé à l'Assemblée législative de la Saskatchewan, il sert comme maire de Melfort et y réside durant une quarantaine d'années.